# Библиотека „Миодраг Булатовић“ (Раковица)
Одељење Библиотека „Миодраг Булатовић“ је централна библиотека општине Раковица. Налази у улици Богдана Жерајића 24а на Миљаковцу у згради површине 154 м2.

## Историјат
Прва библиотека на територији Раковице основана је августа 1945. године као Библиотека ЈНО Фронта VII рејона. Иницијатива о оснивању билиотеке потекла је од Аце и Радмиле Поповић, који су библиотеку основали у својој кући, где се налазила наредне четири године све до пресељења у просторије Синдикалног дома Индустрије мотора. Почетни фонд библиотеке је био 823 књиге.
После 13 година рада, 1958. године, библиотека је добила име народног хероја Радоја Дакића. Године 1964. библиотека је опет пресељена, овог пута у просторије Дома културе Раковица.
Наредне године је као огранак припојена Библиотеци „Лазо Кочовић“ Чукарица, а након тога је, 1976. године, поново издвојена и основана као Матична библиотека „Радоје Дакић“ општине Раковица.
Библиотека се налази у саставу Библиотеке града Београда од 1989.
Име Миодраг Булатовић носи од 2001.

## Награде
Библиотека „Радоје Дакић“ је 1986. године добила награду „Милорад Панић-Суреп“. Награда се додељује за запажене резултете на унапређењу библиотекарства и ширење књига.

## Огранци
- Библиотека „Мирослав Антић“, Видиковачки венац 61а
- Библиотека „Милош Црњански“, Пилота Михајла Петровића 12
- Библиотека „Исидора Секулић“, Милене Павловић Барили 6в, Ресник

## Статистички подаци
Према Извештају о раду из 2017. године, Библиотека има 60 000 књига и 6500 корисника.

## Галерија
- Дечји фонд
- Дечји фонд
- Фонд за одрасле
- Фонд за одрасле
- Фонд за одрасле
- Фонд за одрасле
- Фонд за одрасле
- Каталози